# Sufragi masculí
El sufragi masculí va ser un estat en l'evolució de la democràcia que es va situar, en alguns casos, entre el sufragi censatari, que era el que tenia en compte determinats aspectes (renda, estat civil, nivell d'instrucció o pertinença a una classe social), i el sufragi universal. Amb el sufragi masculí podia votar la totalitat dels homes que complissin amb els requisits legals (majoria d'edat, per exemple). Cal assenyalar que a molts països es va passar directament del sufragi censatari a l'universal, sense aquesta situació intermèdia.
La data de l'assoliment d'aquest sufragi parcial per països es pot veure a continuació:

## Amèrica
- Argentina -- 1853 homes majors de 18 anys
- Xile -- 1884 homes majors de 21 anys

## Europa
- Grècia -- 1822
- França -- 1848
- Suïssa -- 1848
- Espanya -- 1891
- Noruega -- 1897
- Suècia -- 1911
- Bèlgica -- 1919
- Regne Unit -- 1918
- Itàlia -- 1919
- Andorra -- 1933